# 日本の農道一覧
日本の農道一覧（にほんののうどういちらん）は、日本の農道の一覧である。比較的広域な交通動線をもつ広域農道、農免農道、富山県ではスーパー農道を一覧する。

## 北海道地方
- 八雲中部広域農道
- 胆振西部広域農道
- 胆振東部広域農道
- 日高西部広域農道
- 南羊蹄広域農道
- 北後志東部広域農道（フルーツ街道）
- 長沼広域農道
- 長沼第2広域農道
- 十勝中部広域農道
- 十勝中央広域農道
- 北十勝広域農道
- 西十勝広域農道
- 十勝中西部広域農道
- 十勝西北部広域農道
- 十勝平原広域農道
- 居部広域農道
- 空知北部広域農道
- 空知東部広域農道
- 空知南部広域農道
- 中空知広域農道
- 富良野平原広域農道
- 石狩川沿広域農道
- 篠津広域農道
- 釧路広域農道
- 拓進広域農道
- 滝川広域農道
- 美瑛広域農道
- 置杵牛広域農道
- 上川北部広域農道
- 上川北部第2広域農道
- 上川東部広域農道
- 上川中部広域農道
- 津別広域農道
- 美幌広域農道
- 別海西部広域農道
- 別海西部第2広域農道
- 中標津南部広域農道
- 根室東部広域農道
- 斜網広域農道
- 落合広域農道

## 東北地方
青森県
- 三戸広域農道
- 五戸広域農道（グリーンロード）
- 八戸広域農道
- 弘前南部広域農道（アップルロード）
- 十和田南部広域農道
- 北部上北広域農道
- 東部上北広域農道（浜街道）
- 中部上北広域農道
- 西海岸広域農道
- 津軽北部広域農道
- 津軽中部広域農道（やまなみロード）
- 南津軽広域農道
- 屏風山広域農道
- 五所川原広域農道（こめ米ロード）

秋田県
- 能代山本広域農道
- 比内山麓広域農道
- 鹿角広域農道
- 秋田中央広域農道
- 男鹿中央広域農道（なまはげライン）
- 出羽丘陵広域農道（出羽グリーンロード）
- 本荘由利広域農道
- 仙北広域農道
- 仙北北部広域農道
- 仙北北部第2広域農道
- 雄勝西部広域農道
- 雄平東部広域農道（雄平フルーツライン）

岩手県
- 東磐井広域農道
- 胆沢広域農道
- 北上広域農道
- 雫石広域農道
- 盛岡西部広域農道
- 岩手広域農道
- 奥中山広域農道
- 二戸広域農道
- 軽米九戸広域農道
- 久慈広域農道

山形県
- 置賜西部広域農道
- 村山西部広域農道
- 北村山広域農道
- 北村山東部広域農道
- 庄内東部広域農道（庄内こばえちゃライン）
- 最上東部広域農道
- 最上広域農道

宮城県
- 仙南広域農道（蔵王コスモスライン）
- 仙南東部広域農道 （蔵王さくらロード）
- 隈西広域農道
- 加美広域農道
- 河南広域農道
- 大崎北部広域農道
- 栗原西部広域農道
- 登米北部広域農道（とめそよかぜライン）
- 登米南部広域農道
- 南三陸広域農道

福島県
- 白河西部広域農道
- 西白河東部広域農道
- 東白河広域農道
- 岩瀬広域農道
- 郡山西部広域農道
- 郡山東部広域農道
- 田村広域農道
- 会津広域農道
- 塩川広域農道
- 福島西部広域農道
- 安達広域農道
- 阿武隈広域農道
- 伊達広域農道

## 関東地方
群馬県
- 赤城西麓広域農道
- 赤城南麓広域農道
- 榛名西麓広域農道
- 中之条広域農道
- 碓氷西広域農道
- 邑楽広域農道
- 利根沼田広域農道（利根沼田望郷ライン）

栃木県
- 芳賀広域農道（はが野グリーンコリドール）
- 日光広域農道
- 塩谷広域農道（グリーンライン）
- 塩那南広域農道（八溝グリーンライン）
- 下都賀西部広域農道
- 北那須広域農道（りんどうライン）

茨城県
- 茨城県北東部広域農道
- 茨城県北北部広域農道
- 広域農道バードライン
- 広域農道フルーツライン

埼玉県
- 埼葛広域農道
- 南北埼広域農道
- 大里比企広域農道
- 北武蔵広域農道

千葉県
- 南総広域農道
- 東総広域農道
- 小櫃広域農道
- 小櫃川広域農道

東京都
神奈川県
- 小田原中井広域農道（やまゆりライン）
- 小田原南足柄広域農道
- 小田原湯河原広域農道

## 中部地方
新潟県
- 岩船北部広域農道
- 関川流域広域農道
- 豊栄広域農道
- 阿賀野川左岸広域農道
- 北蒲原東部広域農道
- 東蒲原広域農道
- 南蒲原南部広域農道
- 西蒲原広域農道
- 県営一般農道木場線
- 県営一般農道小平方線
- 県営一般農道中野小屋線
- 蒲原中部広域農道
- 新津郷広域農道
- 下越中部広域農道
- 信濃川下流広域農道
- 信濃川中流左岸広域農道
- 小出郷広域農道
- 魚沼北部広域農道
- 中魚沼広域農道
- 東頸城広域農道
- 西頸城広域農道
- 金井広域農道
- 佐渡広域農道

富山県
- 新婦スーパー農道
- 富山中部広域農道
- 砺波中部スーパー農道
- 新川広域農道
- 小矢部スーパー農道
- 氷見スーパー農道

石川県
- 珠洲広域農道
- 輪島広域農道
- 能登島広域農道
- 羽咋広域農道
- 河北潟周辺広域農道
- 加賀広域農道

福井県
- 坂井広域農道
- 丹南広域農道
- 福井東部広域農道
- 大野広域農道
- 若狭広域農道（若狭梅街道）
- 若狭西部広域農道（若狭西街道）

山梨県
- 甲斐駒ヶ岳広域農道
- 金川曽根広域農道
- 茅ヶ岳広域農道
- 東山広域農道（フルーツライン）
- 東山東部広域農道（フルーツライン）
- 富士川西部広域農道（ウェスタンライン）
- 八ヶ岳広域農道（レインボーライン）

長野県
- 伊那中部広域農道（中央アルプス花の道）
- 伊那南部広域農道（南信州フルーツライン）
- 伊那西部広域農道
- 東山山麓広域農道
- 須高広域農道（北信濃くだもの街道）
- 浅間山麓広域農道（浅間サンライン）
- 上水内北部広域農道（北信五岳道路）
- 安曇広域農道
- 松塩広域農道（アルプスグリーン道路）
- 千曲川左岸広域農道(千曲ビューライン）
- 八ヶ岳西麓広域農道（八ヶ岳エコーライン）

岐阜県
- 西南濃広域農道
- 揖斐中部広域農道
- 美濃東部広域農道
- 高山南部農免農道
- 古川南部農免農道

静岡県
- 中遠広域農道
- 東遠広域農道
- 榛南広域農道
- 駿東広域農道

愛知県
- 加茂広域農道（西三河中山広域農道･もみじ街道）
- 広域農道幡岡線（グリーンロード）
- 広域農道西幡線
- 広域農道奥三河線（ささぐれもみじ街道）
- 知多半島広域農道（知多満作道、味覚の道、ふるさとロード、すいせんロード）

三重県
- オレンジロード
- ミルクロード
- サニーロード
- グリーンロード
- フラワーロード
- 伊賀コリドール
- ビーフロード

## 近畿地方
滋賀県
- 坂浅東部広域農道
- 湖東広域農道

京都府
- 丹後広域農道
- 中丹広域農道

大阪府
- 大阪府南河内広域農道（南河内フルーツロード・南河内グリーンロード）

奈良県
- 奥宇陀広域農道
- 五條吉野広域農道
- 西和広域農道
- 大和高原広域農道
- 奈良東部広域農道

和歌山県
- 紀ノ川広域農道
- 紀ノ川左岸広域農道

## 中国地方
鳥取県
- 日野広域農道
- 奥日野広域農道
- 大山広域農道（一部を除き鳥取県道、米子市道。鳥取県道329号淀江琴浦線、米子市道0063号福岡本宮線、米子市道0071号稲吉福頼線、米子市道3222号尾高岡成赤松線、鳥取県道159号米子丸山線、鳥取県道36号名和岸本線、鳥取県道284号大山寺岸本線、鳥取県道52号岸本江府線、鳥取県道315号如来原御机線、鳥取県道45号倉吉江府溝口線、国道482号）
- 中部広域農道

島根県
- 西石見広域農道
- 西石見二期広域農道
- 那賀東部広域農道
- 邑南広域農道
- 大邑広域農道
- 飯石広域農道
- 大仁広域農道
- 簸川南広域農道（出雲ロマン街道。一部を除き島根県道、出雲市道、松江市道。出雲市道O163号神西163号線、島根県道162号大社立久恵線、出雲市道M072号古志72号線、出雲市道M067号古志67号線、出雲市道M106号古志106号線、出雲市道L112号朝山112号線、出雲市道I351号塩冶351線、島根県道26号出雲三刀屋線バイパス、出雲市道2024号大津上塩冶線、出雲市道E225号大津225号線、出雲市道1091号斐川14号線、出雲市道ZA011号斐川11号線、島根県道197号木次直江停車場線、出雲市道ZC413号斐川2413号線、出雲市道ZA610号斐川610号線（一部は島根県道183号斐川上島線、出雲市道2144号斐川377号線と重複）、松江市道70283号大森畑線）
- 宍道湖北部広域農道（全線が出雲市道、松江市道。出雲市道Q4034号平田松江幹線、松江市道17228号大野平田線、松江市道10122号古志大野線）
- 宍道湖南部広域農道（全線が島根県道、松江市道。松江市道70006号大森上来待線、松江市道70878号大森佐倉2号線、松江市道70016号佐倉田根線、松江市道60039号玉湯宍道線、島根県道25号玉湯吾妻山線、松江市道60040号玉湯松江線、松江市道12483号大谷柳原線、松江市道50528号平原大石線、島根県道249号八重垣神社八雲線）
- 出雲東部広域農道（白鳥ロード。全線が松江市道、安来市道。松江市道90004号新町須田線、松江市道90794号内馬高丸線、安来市道）

岡山県
- 備南広域農道（備南街道）
- 児島湾広域農道（千両街道）
- 備中西部広域農道（星の里街道）
- 備中中部広域農道（かぐら街道）
- 吉備高原広域農道（吉備高原街道）
- 吉備高原第2広域農道（吉備高原街道）
- 吉備高原北部広域農道（奥吉備街道）
- 吉備高原北部2期広域農道（奥吉備街道）
- 中部台地広域農道（美作やまなみ街道）
- 津山広域農道（作州街道）

※ 岡山県の広域農道は、国道・県道・市道部分を含め「～街道」と通称道路名が付けられている。
広島県
- 蒲刈広域農道
- 大崎上島広域農道
- 大崎下島広域農道（安芸灘オレンジライン）
- 芦品広域農道
- 高北広域農道
- 備北広域農道
- 世羅広域農道
- 神石広域農道

山口県
- 豊関広域農道
- 北浦広域農道
- 長門大津広域農道（みのりロード、山口県道286号日置上油谷線と重複する区間有り）
- 阿武北広域農道
- 阿武中広域農道
- 阿武東広域農道
- 萩往還地区広域農道
- 周南広域農道
- 周東広域農道
- 大島広域農道

## 四国地方
香川県
- 西讃広域農道
- 中讃南部広域農道
- 中讃大規模農道・東讃大規模農道（さぬき新道）
- 東讃岐南部農道

徳島県
- 阿讃東部広域農道
- 阿讃西部広域農道
- 阿讃中央広域農道
- 阿讃山麓広域農道

愛媛県
- 大洲南部広域農道
- 越智広域農道
- 周桑今治広域農道

高知県
- 高知西南広域農道
- 春野広域農道
- 南国広域農道

## 九州・沖縄地方
福岡県
- 京築広域農道（京筑アグリライン）
- 南筑後広域農道
- 北筑前広域農道

佐賀県
- 多良岳広域農道（多良岳オレンジ海道）
- 佐賀南部広域農道
- 佐賀北部広域農道（北天グリーンロード）
- 佐賀西部広域農道
- 上場広域農道
- 国見山山麓広域農道
- 白石広域農道路

長崎県
- 西彼杵広域農道（西海オレンジロード）
- 北松広域農道（北松やまびこロード）
- 島原半島広域農道（雲仙グリーンロード）
- 多良岳南部広域農道（多良岳レインボーロード）
- 多良岳西部広域農道（大村レインボーロード）
- 大村東彼広域農道
- 北諫早広域農道
- 川棚西部広域農道
- 福江広域農道

熊本県
- 球磨広域農道
- 大維広域農道
- 八代松橋広域農道
- 八代不知火広域農道
- 菊地北部広域農道
- 玉名広域農道（天水オレンジロード）
- 上益城平坦部広域農道（マミコゥロード）
- 小国広域農道[1]（小国グリーンロード）
- 阿蘇・南小国両地区農免道路（マゼノミステリーロード）
- 阿蘇北部広域農道
- 阿蘇西部広域農道
- 阿蘇南部広域農道（グリーンロード南阿蘇 / ケニーロード）
- 天草上島中央広域農道
- 天草下島北部広域農道
- 大矢野北部広域農道
- 宇城北部広域農道（うきうきロード）
- 鹿本広域農道

大分県
- 大野川上流広域農道
- 日田広域農道
- 耶馬溪広域農道
- 耶馬溪東部広域農道
- 宇佐広域農道
- 西国東広域農道（グリーンロード）
- 国東広域農道（オレンジロード）
- 速見地区広域農道（速見太田ふれあいロード）
- 日出広域農道
- 玖珠広域農道
- 両院広域農道（フルーツロード）
- 県南広域農道
- 宇佐豊後高田三光広域農道
- 大南野津広域農道
- 関臼津広域農道
- 西臼杵広域農道
- 豊南野津広域農道
- 大野川上流広域農道（奥豊後グリーンロード）
- 久住飯田南部地域開発農道

宮崎県
- 沿海北部広域農道
- 日向沿岸北部広域農道
- 沿岸中部広域農道
- 沿岸南部広域農道
- 西諸県広域農道
- 霧島北部広域農道
- 霧島南部広域農道
- 西臼杵広域農道

鹿児島県
- 中種子広域農道
- 西之表広域農道
- 肝属広域農道
- 大隅中央広域農道
- 南薩広域農道
- 南薩東部広域農道
- 曽於広域農道
- 日置広域農道
- 日置南部広域農道
- 牧園広域農道
- 川薩広域農道
- 伊佐広域農道
- 川辺広域農道
- 出水広域農道
- 沿海北部広域農道